# Pommy

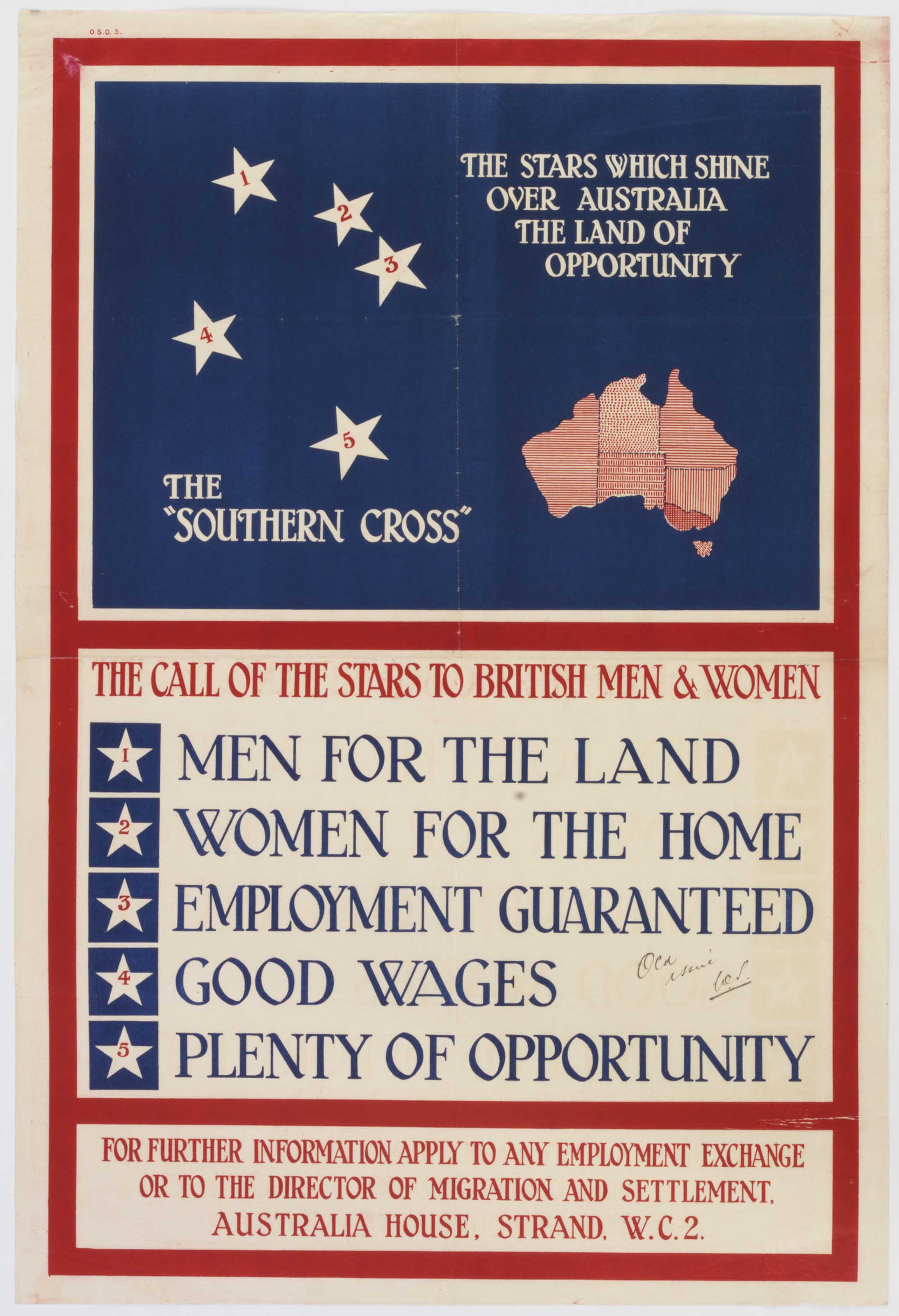
Auf Plakaten wie diesem (1928) versuchte die australische Regierung, mit der Aussicht auf das Kreuz des Südens Briten zur Einwanderung zu bewegen; von der australischen Mittagssonne war hier indes keine Rede.

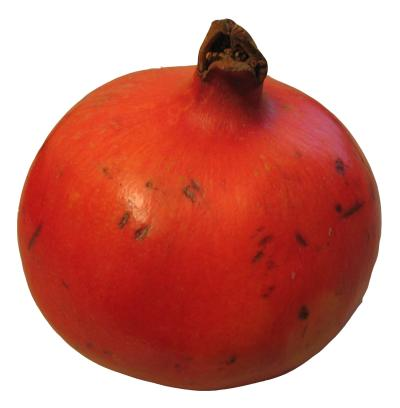
Ein Granatapfel. Der Teint britischer Siedler, die sich nach Australien locken ließen, soll diesem schmackhaften Obst geglichen haben.

Pommy, auch Pommie, oft verkürzt zu Pom, ist ein im  australischen und neuseeländischen Englisch scherzhaft bis beleidigend gebrauchter Spitzname für Briten bzw. Engländer.

## Etymologie
Der Begriff ist erstmals 1912 bezeugt und verdankt sich wohl dem australischen rhyming slang, also der umgangssprachlichen Ersetzung gewisser Wörter durch Reimwörter, ein sprachliches Phänomen, das im Englischen vor allem in Zusammenhang mit dem Cockney rhyming slang des Londoner Proletariats bekannt ist. Pommie ist demnach eine Verkürzung der Vokabel pomegrenate, „Granatapfel“, die im rhyming slang also ab 1912 anstelle von immigrant, „Einwanderer“, gebraucht wurde, oder vielmehr anstelle des bereits 1844 dokumentierten und gleichbedeutenden, wiewohl bereits abschätzig gefärbten Slang-Begriffs jimmygrant (ein Kompositum, das sich wiederum aus dem Allerwelts- bzw. Platzhalternamen „Jimmy“ und grant, „Fördergeld, Zuschuss, Darlehen“, auch „Siedlungspatent, Landschenkung“, zusammensetzt; bezeugt ist auch die Mischform pommygrant). Die Schmähung als pomegrenate zielt außerdem konkret auf den krebsroten Teint ab, an dem man leicht Neuankömmlinge aus milderen Gefilden erkannte, deren Haut sich noch nicht an die Glut der australischen Sonne gewöhnt hatte, und nicht zuletzt ist der Ausdruck wohl auch in scherzhafter Anlehnung an Limey zu verstehen, einem älteren, bereits 1888 bezeugten australischen Spitznamen für Briten (insbesondere frisch aus dem britischen Mutterland angelandete Neusiedler), der eigentlich ebenfalls ein Obst bezeichnet, nämlich die Limette (englisch lime).
Häufiger zu lesen, aber ins Reich der Legende zu verweisen, ist die Volksetymologie, der zufolge Pom ursprünglich ein Akronym war, das für Prisoners of Her/His Majesty ([*POHM], „Gefangener Ihrer/Seiner Majestät“) oder auch für Prisoner of Mother England ([*POME], „Gefangener von Mutter England“) gestanden habe, also auf die Ursprünge der australischen Nation als Strafkolonie verweise.
Aus der Zeit nach dem Zweiten Weltkrieg datiert der Begriff ten pound pom („Zehn-Pfund-Pom“). Damit waren Immigranten aus Großbritannien gemeint, die sich die Auswanderung durch das Assisted Passage Scheme der australischen (ab 1945) bzw. neuseeländischen (ab 1947) Regierung subventionieren ließen; 10 Pfund Sterling entsprachen in etwa dem damaligen Tarif für die Überfahrt von England nach Australien bzw. Neuseeland.
Heute findet der Ausdruck Pommy hauptsächlich im Sport und hier insbesondere im Cricket Anwendung, also in einer Sportart, in der England und Australien von jeher Erzrivalen sind. 2006 bzw. 2010 mussten sich erst der australische Werbeaufsichtsrat, dann der neuseeländische Medienaufsichtsrat mit dem Wort befassen, nachdem verschiedene Petenten argumentiert hatten, dass Pommy eine rassistische oder zumindest fremdenfeindliche Schmähung darstelle, die sich in der Werbung respektive dem öffentlichen Rundfunk nicht gezieme und daher auf die Schwarze Liste verbotener Schimpfwörter gesetzt werden solle, auf der sich auch das „N-Wort“, das „F-Wort“ und das „C-Wort“ finden. Beide Klagen wurden mit der Begründung abgewiesen, dass der Ausdruck eher spielerisch, wenn nicht sogar liebevoller Kosename denn als böswillige oder gar xenophobe Beleidigung verwendet und verstanden werde.